# Ampriză
Ampriza este lățimea totală, măsurată în proiecție orizontală, a fâșiei de teren pe care se construiește un drum, dig, baraj, canal sau altă lucrare de terasamente, inclusiv a zonelor de protecție. Astfel, ampriza drumului este lățimea terenului ocupat de drum, inclusiv acostamentele, șanțurile și zona de protecție; ampriza digului este lățimea terenului ocupat de dig, inclusiv zonele de protecție exterioară și interioară a digului; ampriza canalului este lățimea terenului ocupat de secțiunea sau rambleul canalului, inclusiv zonele de protecție pe ambele maluri.

## Legături externe
- „Ampriză” la DEX online